# Provento
Provento ist eine festkochende  Speisekartoffel.

## Beschreibung
Die Sorte hat eine mittelfrühe bis mittelspäte Reifezeit, die Keimruhe ist mittellang. Die Schalenfarbe ist gelb, die Fleischfarbe gelb bis hellgelb, die Kartoffel hat eine rundovale Form und große Knollen. Der Ertrag ist gut bis sehr gut. Die Kartoffel hat eine sehr gute Resistenz gegen das A-Virus, gegen das X-Virus und das YN-Virus. Gute Resistenz zeigt die Sorte gegen das Blattrollvirus, ziemlich anfällig ist sie für Kraut- und Knollenfäule, Schorf sowie Blaufleckigkeit.  Provento ist krebsfest (Krebs fysio 1). Züchter der Sorte Provento ist Agrico.

## Morphologische Merkmale
Die Pflanze ist von mittelhohem bis hohem Wuchs, Die Stängel sind halb aufrecht bis aufrecht. Anthozyanfärbung kommt nur selten vor. Die großen Blätter sind hellgrün bis grün. Bei recht offener Silhouette zeigt die Pflanze mäßige Blütenstände. Die Wurzelspitzen sind von mäßig bis viel möglich.